# Штерна
Штерна (италијански: Sterna [ˈстерна]), насеље у северозападној Истри у саставу Општине Грожњан, Истарска жупанија у Хрватској..

## Географија
Штерна се налази на питомој заравни брега (294 м н/в) испресецаној воденим токовима, североисточно од Грожњана и северозападно од Опртља. Област Штерне била је некоћ врло велика; укључивала је Кубертон, Тополовац, Кућибрег, Чепиће и Градињу.
Место се налази на висини од 304 m, а насељени део нешто је уздигнут у односу на цркву смештенy у благој удолини крашкога тла. Неожбукане куће делом су изграђене од сивог пешчаника, а делом од белог кречњака.
До ње се може доћи путом Ливаде-Опртаљ-Света Луција-Штерна или са југозапада путом Завршје-Маковци-Штерна који јасно раздваја северни лапорасто-пешчанички појас (флиш) од јужног кречњачког. До Штерне се може стићић и путом Грожњан-Клија-Бошкари-Поропати-Мужићи-Штерна или из правца запада Марушићи-Базује-Пашудија-Штерна.
Северно од Штерне се налази Кућибрег и граница Истре под Словенијом. Штерни гравитyју заселци Свети Валентин (јужно), Мележи, Ракари и Пришти (источно), Чачки (југозападно), Пашудија и Филарија (западно), Југовци, Штрцај, Денићи и Главица (северозападно) те Бутари (северно).

## Историја
Село се први пут спомиње 1067. под именом Штајнa (Steina) који је као феуд немачки цар Хенрик IV доделио бискупији Фрајзинг. Истарски маркиз Улрих II 1102. донира Штерну Аквилејској патријаршији, која ју касније даје новиградском бискупу. Бискупија 1260. додељује феуд Алмериху XXX од Сан Ђорђа у Лајмиси, да би после прешао Горичким грофовима, a средином XIII. в. постао је власништво феудалаца из Момјана.
Венецијанска Република 1358. купује Штерну, која 1420. долази под управу Пиетрапелоза, а 1564. постаје феуд породице Грависи из Каштела, а деломично и од породдице Дeл Бelo. За време рата између Венеције и лиге Kамбрe (тзв. Ускочки рат), село је више пута сравњено са земљом од ускочких хорда па се у XVII. в. становништво попуњава Словенима са севера те из Далмације.
У управном смислу Штерна је припадала општини Грожњан све до свршетка Другог светског рата, тако да је кроз наредне векове делила историју Грожњана, осим у раздобљу од 1947.г.. до 1954.г. јер је Штерна Паришким Мировним споразумом из 1947.г. одмах припала ФНР Југославији, а Грожњан је до 1954.г. припадао зони Б Слободне територије Трста.

## Топоним
Од првобитног германског назива Стеина (Штајна) село је променило име у за Истране препознатљив појам стерна (истровенетски) или штерна (истарски чакавски и кајкавски) штa значи цистерна. Да ли је назив по изграђеној цистерни за кишницу или по непресушном извору који овде напаја шест јарака у долини северно од цркве - мишљења се разликују.

## Знаменитости
- Парохијална црква св. Михајла арханђела саграђена је 1746. (о чему сведочи натпис на белом архтираву) на месту старије која је била пространо здање и биле су јој подложене цркве на припадајућем јој подручју. Црква је одвојена од звоника, Једнобродна је, са звоником "на једра" испред улаза. На каменој осмеространој крстионици у цркви глагољски је натпис из 1541., који спомиње жупника Јеролима и жупног економа Мохора. Одвојени звоник је подигнут 1791., а на његов осмерокутни тамбур наставља се стожасти врха[1] [2]. .
- На северу, на висини од 383 m, налази се гробљанска црква св. Канцијана, продужена 1885. У унутрашњости, лишеној украса, налази се једноставан олтар са драгоцјеним дрвеним ретаблеом са краја XVI. века[1]..

## Спорт
Кроз Штерну пролази бициклистичка стаза Зрењ-Штерна-Опртаљ-Чабарница-Зрењ.

## Становништво
На попису становништва 2011. године, Штерна је имала 70 становника.
| Број становника по пописима | Број становника по пописима | Број становника по пописима | Број становника по пописима | Број становника по пописима | Број становника по пописима | Број становника по пописима | Број становника по пописима | Број становника по пописима | Број становника по пописима | Број становника по пописима | Број становника по пописима | Број становника по пописима | Број становника по пописима | Број становника по пописима | Број становника по пописима |
| --------------------------- | --------------------------- | --------------------------- | --------------------------- | --------------------------- | --------------------------- | --------------------------- | --------------------------- | --------------------------- | --------------------------- | --------------------------- | --------------------------- | --------------------------- | --------------------------- | --------------------------- | --------------------------- |
| 1857                        | 1869                        | 1880                        | 1890                        | 1900                        | 1910                        | 1921                        | 1931                        | 1948                        | 1953                        | 1961                        | 1971                        | 1981                        | 1991                        | 2001                        | 2011                        |
| 399                         | 423                         | 256                         | 235                         | 237                         | 264                         | 489                         | 478                         | 290                         | 263                         | 118                         | 75                          | 59                          | 52                          | 79                          | 70                          |

Напомена: Од 1857. до 1880. и у 1921. и 1931. садржи дeо података за насеље Кубертон.
Национална припадност по попису 1991.
| Попис 1991. | Попис 1991. | Попис 1991. | Попис 1991. | Попис 1991. |
| ----------- | ----------- | ----------- | ----------- | ----------- |
| Истријани   | Истријани   |             | 30          | 57,69%      |
| Хрвати      | Хрвати      |             | 10          | 19,23%      |
| Италијани   | Италијани   |             | 9           | 17,30%      |
| Словенци    | Словенци    |             | 3           | 5,76%       |
| укупно: 52  |             |             |             |             |

У Штepни дeлyje Зajeдницa Итaлијaнa.